# Roser Pros-Roca
Roser Pros-Roca (El Vendrell, Baix Penedès, 1971) és una escriptora i periodista catalana. Graduada en humanitats per la Universitat Oberta de Catalunya, on també ha cursat estudis de ciències polítiques i de comunicació, va començar la seva carrera a la ràdio municipal del Vendrell quan només tenia 15 anys. Per espai de 15 anys va dirigir, guionar i locutar diferents programes, tots ells amb una clara vessant cultural i intenció divulgadora, al 107.1 de Ràdio El Vendrell i al 107.7 de Calafell Ràdio. Posteriorment també a Punt 6 Ràdio de Reus. Paral·lelament també va desenvolupar diferents tasques a El Vendrell TV, especialment el magazín "Amb molt de gust", entre d'altres.
En l'aspecte editorial, va començar a escriure una columna setmanal al diari El Baix Penedès i també va fer col·laboracions a altres diaris com "El 3 de Vuit" de Vilafranca. Entre els anys 2010 i 2011 va portar a terme una sèrie d'entrevistes a personatges molt coneguts, que es van publicar al diari digital Tarragona21.cat, com una col·lecció que es va allargar per espai d'un any. L'any 1994 va escriure el seu primer llibre "El Baix Penedès", publicat per l'Editorial Mediterrània. El segon va arribar l'any 2007 i es va tractar d'un encàrrec per commemorar el "125è aniversari del Cor d'Infants del Vendrell". L'any 2014 va publicar "20 converses sobre la independència de Catalunya" amb l'Editorial Gregal i posteriorment "Jordi Pujol. Del relat al silenci". És divulgadora i ofereix xerrades i cursos de filosofia, literatura i història de l'art.
Actualment és col·laboradora habitual en diversos mitjans. Com a bloguera, manté actius diversos blogs dedicats al món de l'art i la cultura.

## Llibres
Autora dels llibres:
- El Baix Penedès. Ed. Mediterrània (1994)
- 125è Aniversari del Cor d'Infants del Vendrell (2006)
- 20 converses sobre la independència de Catalunya (2014)
- Jordi Pujol. Del relat al silenci. Vint testimonis de primera mà (2015)[2]